# Braunwald (Glarus Süd)
Braunwald – miejscowość w gminie Glarus Süd w Szwajcarii, w kantonie Glarus. Liczba mieszkańców według danych z 31 grudnia 2020 wynosiła 275 osób. Do 31 grudnia 2010 samodzielna gmina. Jest jedną z dziewięciu miejscowości w Szwajcarii, w których zabroniony jest ruch pojazdów mechanicznych z silnikiem spalinowym.